# Ján Zentko
Ján Zentko (15. prosince 1958, Kamienka – 14. března 2009, Spišské Podhradie) byl slovenský římskokatolický kněz, biskupský vikář, tajemník, generální vikář a papežský kaplan.

## Život
Narodil se 15. prosince 1958 v Kamienke. Po střední škole navštěvoval Římskokatolickou cyrilometodějskou bohosloveckou fakultu v Bratislavě a na kněze byl vysvěcen 16. června 1990 biskupem Františkem Tondrou. Poté byl jmenován tajemníkem spišského biskupského úřadu.
Dne 1. července 1996 se stal ředitelem biskupského úřadu. Na Katolické univerzitě v Lublinu dne 5. listopadu 1997 získal licenciát z pastorální teologie. Dne 11. listopadu stejného roku byl jmenován generálním vikářem diecéze.
Dne 27. března 1999 mu papež Jan Pavel II. udělil titul Kaplana Jeho Svatosti.
Roku 2002 se stal biskupským vikářem pro majetkové záležitosti a v květnu 2005 získal na Univerzitě v Lublinu doktorát z teologie.
Zemřel 14. března 2009.